# Vade retro me, satana!

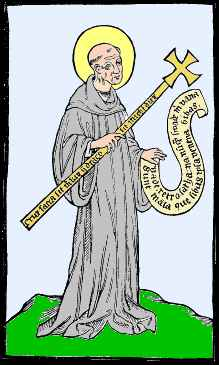
Illustration föreställande den helige Benedikt med korsstav och bokrulle. Den senare bär exorcismtexten Vade retro sathana.

Vade retro me, satana! (latin: gå bort ifrån mig, Satan!) är Kristi tillrättavisande ord till Petrus i Markusevangeliet 8:33 (Vade post me, satana!) och Matteusevangeliet 16:23. Vade, satana! eller Apage, satana!, grekiska Hypage (apage), satana!, "Gå bort, Satan!", utgör början av Kristi sista svar till Satan, då denne frestade honom (Matteusevangeliet 4:10, Lukasevangeliet 4:8). Även tidigare "Vik hädan, Satan!" 
"Vade retro satana" var en fras i katolsk exorcism under medeltiden.
Latinsk text:
Crux sacra sit mihi lux / Non draco sit mihi dux
Vade retro satana / Nunquam suade mihi vana
Sunt mala quae libas / Ipse venena bibas